# Kormuż
Kormuż (biał. Кормуж; ros. Кормуж) – wieś na Białorusi, w obwodzie brzeskim, w rejonie łuninieckim, w sielsowiecie Czuczewicze, nad Błotem Hryczyn.
W dwudziestoleciu międzywojennym leżał w Polsce, w województwie poleskim, w powiecie łuninieckim, do 18 kwietnia 1928 w gminie Łunin, następnie w gminie Czuczewicze. Po II wojnie światowej w granicach Związku Sowieckiego. Od 1991 w niepodległej Białorusi.